# Peeter Pruus
Peeter Pruus, né le 16 juillet 1989 à Rapla, est un coureur cycliste estonien. Il pratique le cyclisme sur route et le VTT, notamment le cross-country marathon.

## Biographie
En juin 2014, il écope d'une suspension de dix mois en raison d'un contrôle positif à la trimétazidine lors du dernier Tour de Slovaquie. À son retour en compétition, il remporte la dernière étape et le classement général du Tour de Bornéo en 2015.
Au cours de l'année 2016, il crée la surprise en devenant champion d'Europe de cross-country marathon.
En 2020, il est sélectionné pour représenter son pays aux championnats d'Europe de cyclisme sur route organisés à Plouay dans le Morbihan. Il se classe cinquante-deuxième de la course en ligne.

## Palmarès sur route

### Par années
- 2014
  - 3e championnat d'Estonie du contre-la-montre
- 2015
  - Tour de Bornéo :
    - Classement général
    - 5e étape
- 2016
  - 2e de la Coupe des Carpates
- 2019
  - 2e du championnat d'Estonie sur route

### Classements mondiaux
| Année                                 | 2015 | 2016  | 2017 | 2018 | 2019 | 2020  | 2021  | 2022  |
| ------------------------------------- | ---- | ----- | ---- | ---- | ---- | ----- | ----- | ----- |
| Classement mondial                    |      | 1049e | 731e | nc   | 667e | 1884e | 2339e | 1211e |
| UCI Europe Tour                       | 864e | 715e  | 826e | nc   | 492e | 1387e | 1561e | 848e  |
| UCI Asia Tour                         | 54e  | nc    | 140e | nc   |      |       |       |       |
|                                       |      |       |      |      |      |       |       |       |
| Légende : nc = non classéSource : UCI |      |       |      |      |      |       |       |       |

## Palmarès en VTT

### Championnats d'Europe
- 2016
  -  Champion d'Europe de cross-country marathon
- Vielha 2019
  -  Médaillé de bronze du championnat d'Europe de cross-country marathon

### Championnats d'Estonie
| - 2012 - 3e du championnat d'Estonie de cross-country - 2013 - 3e du championnat d'Estonie de cross-country marathon - 2016 - 2e du championnat d'Estonie de cross-country marathon - 2e du championnat d'Estonie de cross-country - 2017 - 2e du championnat d'Estonie de cross-country marathon | - 2018 - Champion d'Estonie de cross-country marathon - 2019 - Champion d'Estonie de cross-country marathon - 2020 - Champion d'Estonie de cross-country - Champion d'Estonie de cross-country marathon - 2022 - 2e du championnat d'Estonie de cross-country marathon |

## Palmarès en cyclo-cross
- 2017-2018
  - 2e du championnat d'Estonie de cyclo-cross